# Christian Finke
Christian Finke (* 1958 in Berlin) ist ein deutscher Kirchenmusiker.
Nach dem Schulbesuch in Berlin (ab 1969 am Canisius-Kolleg), im Westerwald (ab 1972 am Gymnasium der Zisterzienser Marienstatt) und in Königswinter (ab 1975, Abitur 1977) studierte Christian Finke von 1977 bis 1981 Kirchenmusik an der Hochschule der Künste Berlin, wo er mit dem A-Examen abschloss. Darüber hinaus empfing er wichtige Impulse für die Chorleitung von den kirchenmusikalischen Lehrern Martin Behrmann, Wolfgang Helbich und Uwe Gronostay.
Von 1982 bis 1984 war Christian Finke als Kantor an der Martin-Luther-Kirche in Berlin-Neukölln tätig, von 1985 bis 2024 war er Kantor in der Dreifaltigkeitsgemeinde in Berlin-Lankwitz. Von 2001 bis 2024 war er außerdem Kreiskantor des Evangelischen Kirchenkreises Steglitz.
Über seine beruflichen Aufgaben als Kirchenmusiker hinaus ist Christian Finke in vielfältiger Weise musikpädagogisch und musikpublizistisch tätig. Er hat als Dozent an der Universität der Künste Berlin, der Humboldt-Universität zu Berlin und an der Universität Greifswald verschiedene Fächer der Kirchenmusik gelehrt. Ein besonderer Schwerpunkt seiner musikwissenschaftlichen Arbeit liegt im Bereich der Hymnologie. 2006 wurde er zum Kirchenmusikdirektor ernannt; 2012 wurde er vom Chorverband Berlin mit der Geschwister-Mendelssohn-Medaille ausgezeichnet.
Christian Finke ist seit den 1980er Jahren ehrenamtlich in Organisationen der Kirchenmusik tätig. Diese Aufgaben haben phasenweise eine besondere Intensität in seinem Berufsleben erlangt. So war er unter anderem Vorsitzender des Chorverbandes der Evangelischen Kirche Berlin-Brandenburg-schlesische Oberlausitz, seit 2010 ist er Präsident des Chorverbandes in der Evangelischen Kirche in Deutschland. Seit 2012 Vizepräsident der Bundesvereinigung Deutscher Chorverbände, wirkte Christian Finke am Zusammenschluss der Bundesvereinigung Deutscher Chorverbände (BDC) und der Bundesvereinigung Deutscher Orchesterverbände (BDO) zum Bundesmusikverband Chor & Orchester (BMCO) im März 2019 mit und war bis 2022 einer dessen Vizepräsidenten. Als Präsidiumsmitglied im Deutschen Musikrat vertritt er auch in diesem Gremium vor allem die Kirchen- und Chormusik. 2024 wurde er als Kirchenmusiker in den Ruhestand verabschiedet.

## Ausgewählte Publikationen
als Herausgeber:
- Sollt ich meinem Gott nicht singen. Paul-Gerhardt-Chorbuch. Im Auftrag des Verbandes Evangelischer Kirchenchöre in Deutschland.  München: Strube 2006 (VS 6373)

als Autor:
- Kirche der Reformation – Singende Kirche. Berliner Gesangbücher: Von der Reformation bis zur Gegenwart. In: Berliner Theologische Zeitschrift 8 (1991), Heft 1, S. 51–58
- Das Evangelische Gesangbuch. In: Heiliger Dienst 50 (1996), S. 85–96
- Mahrenholz, Christhard. In: Religion in Geschichte und Gegenwart Online (2011), Brill, https://doi.org/10.1163/1877-5888_rpp_SIM_13414
- Mützell, Wilhelm Julius Karl. In: Religion in Geschichte und Gegenwart Online (2011), Brill, https://doi.org/10.1163/1877-5888_rpp_SIM_14578
- Ramin. In: Religion in Geschichte und Gegenwart Online (2015), Brill, https://doi.org/10.1163/2405-8262_rgg4_SIM_024814
- Organist/Organistin. In: Religion in Geschichte und Gegenwart Online (2015), Brill, https://doi.org/10.1163/2405-8262_rgg4_SIM_124199
- Weihnachten. V.: Musikalisch. In: Religion in Geschichte und Gegenwart Online (2015), Brill, https://doi.org/10.1163/2405-8262_rgg4_SIM_224100
- Kirchenmusik. V.: Gegenwart. 1. Europa. In: Religion in Geschichte und Gegenwart Online (2018), Brill, https://doi.org/10.1163/2405-8262_rgg4_COM_11697
- Singen im 20. Jahrhundert. In: Matthias Schneider, Wolfgang Bretschneider und Günther Massenkeil (Hrsg.): Enzyklopädie der Kirchenmusik, Bd. IV/I: Grundlegung: Der Raum und die Instrumente, theologische Ansätze; Hymnologie: Die Gesänge des Gottesdienstes. Regensburg: Laaber 2014, S. 291–310
- Paul Gerhardt vertont. Eine unvollständige Übersicht über mehrstimmige Fassungen und Kanons seiner Lieder. In: Winfried Böttler (Hrsg.): Paul Gerhardt in Kirche, Kultur und Lebensalltag. Berlin: Frank und Timme, 2007, S. 157–171
- Die Ausstattung des Chorleiters. In: Reiner Schuhenn (Hrsg.): Das alternative Chorleitungsbuch. Mainz: Schott 2015, S. 56–69
- Ēriks Ešenvalds. In: Musik und Kirche, 2020, 1, S. 46f.
- Gunther Martin Göttsche. In: Musik und Kirche, 2020, 3, S. 188f.
- Pēteris Vasks. In: Musik und Kirche, 2020, 5, S. 346f.
- Thomas E. Cornelius. In: Musik und Kirche, 2021, 1, S. 46f.
- Karin Rehnqvist. In: Musik und Kirche, 2021, 3, S. 190f.
- Jennifer Higdon. In: Musik und Kirche, 2021, 5, S. 328f.
- Sylke Zimpel. In: Musik und Kirche, 2022, 3, S. 200f.
- Ola Gjeilo. In: Musik und Kirche, 2022, 5, S. 346f.
- Damian Mocnik. In: Musik und Kirche, 2023, 1, S. 56f.
- Roxana Panufnik. In: Musik und Kirche, 2023, 3, S. 186f.
- Fernando Moruja. In: Musik und Kirche, 2023, 5, S. 340f.
- Michael Ostrzyga. In: Musik und Kirche, 2024, 1, S. 50f.
- Kim André Arnesen. In: Musik und Kirche, 2024, 3, S. 194f.
- Julia Schwartz. In: Musik und Kirche, 2025, 1, S. 52f.

## Tondokumente bei YouTube
- Die Orgel der Dreifaltigkeitskirche Berlin-Lankwitz - Eine digitale Führung.[6]